# Hans Joachim Therstappen
Hans Joachim Therstappen (* 1. August 1905 in Bremen; † 28. März 1950 in Hamburg) war ein deutscher Musikwissenschaftler.

## Leben
Bereits während seiner Schulzeit nahm Therstappen Klavier-, Orgel- und Violoncellounterricht. 1924 ging er an die Universität München, und später an die Universitäten Leipzig und Kiel und besuchte dort unter anderem musikwissenschaftliche Lehrveranstaltungen. Nebenbei bildete er sich musikpraktisch weiter, so dass er de facto eine Ausbildung als Pianist, Cembalist und Komponist erlangte. 1931 schloss er an der Universität Kiel seine Promotion (Die Entwicklung der Form bei Schubert dargestellt an den ersten Sätzen seiner Sinfonien) ab. Ab 1930 wirkte er als Lehrbeauftragter für Musik an der Universität Kiel. 1936 wurde er Leiter des Musikinstitutes der Universität Hamburg und habilitierte sich dort 1939 (Die Londoner Sinfonien Joseph Haydns). Er lehrte von 1939 bis 1946 in Kiel als Dozent für Musikwissenschaft (Geschichte und Theorie der Musik) und von 1946 bis 1948 als außerplanmäßiger Professor für Musikwissenschaft (Geschichte und Theorie der Musik) an der Universität Hamburg.

## Schriften (Auswahl)
- Die Entwicklung der Form bei Schubert. Dargestellt an den ersten Sätzen seiner Sinfonien. Leipzig 1931, OCLC 459773472.
- als Herausgeber: Orlando di Lasso: Prophetiae Sibyllarum. Zu 4 Stimmen. Wolfenbüttel 1937, OCLC 635971778.
- Joseph Haydns sinfonisches Vermächtnis. Wolfenbüttel 1941, OCLC 1298439.
- als Herausgeber: Orlando di Lasso: Die Klagen des Hiob. Sacrae Lectiones novem ex propheta Hiob, für vier gemischte Stimmen. Berlin 1949, OCLC 165326206.